# Le Petit Roi et autres contes
Pour les articles homonymes, voir Le Petit Roi.
Pour plus de détails, voir Fiche technique et Distribution.
Le Petit Roi et autres contes est un programme de courts métrages d'animation hongrois réalisé par Mária Horváth et Lajos Nagy et sorti au cinéma en 2013. Le film regroupe cinq courts métrages utilisant la technique du dessin animé en deux dimensions, qui relatent des contes et légendes de Hongrie. L'ensemble est accessible à un très jeune public.

## Synopsis
Le film regroupe cinq courts métrages : Le Château maudit, Le Joueur de flûte, Le Petit roi, Les Trois Frères et Le Veau d'or. 

## Fiche technique
- Titre : Le Petit Roi et autres contes
- Réalisation : Mária Horváth et Lajos Nagy
- Distribution : Cinéma Public Films
- Pays :  Hongrie
- Durée : 41 minutes
- Format : 35 mm, couleur
- Date de sortie : 
  - France : 10 avril 2013

## Accueil critique
Dans Télérama, Nicolas Didier donne une brève critique favorable où il trouve les courts métrages « jolis » et apprécie le fait qu'ils « évoquent, avec leurs couleurs chatoyantes, les miniatures qui ornaient autrefois les livres ». Dans Le Monde, Noémie Luciani replace le film dans le contexte du cinéma d'animation hongrois et en donne également une critique favorable, en indiquant que « ces courts-métrages hauts en couleur et narrés avec enthousiasme se ressemblent un peu trop pour séduire les grands, mais charmeront sûrement les petits ».